# PGC 16572
LEDA/PGC 16572 ist eine Ringgalaxie vom Hubble-Typ S pec im Sternbild Orion. Sie ist schätzungsweise 380 Millionen Lichtjahre von der Milchstraße entfernt und hat einen Durchmesser von etwa 35.000 Lichtjahren. Vom Sonnensystem aus entfernt sich das Objekt mit einer errechneten Radialgeschwindigkeit von näherungsweise 8.600 Kilometern pro Sekunde.
Die rosa und violett leuchtende Schleife von Zw II 28 ist keine typische Ringgalaxie, da sie keinen sichtbaren zentralen Begleiter hat. Viele Jahre lang hielt man sie für einen einsamen Kreis am Himmel, doch Beobachtungen mit Hubble haben gezeigt, dass sich möglicherweise ein Begleiter direkt im Inneren des Rings befindet, wo sich die Schleife in sich selbst zu verdoppeln scheint. Die Galaxie hat eine knotige, wirbelnde Ringstruktur, wobei einige Bereiche viel heller erscheinen als andere.